# Pamir Wakhan
Le Pamir Wakhan est une vallée fertile de l'est du corridor du Wakhan dans l'Est de l'Afghanistan, à la jonction entre le Pamir et le Karakoram. Elle est située en amont de la localité de Baza'i Gonbad. Le col Wakhjir est situé près de son extrémité orientale.